# Robert Campbell (Pokerspieler)
Robert „Rob“ Campbell (* 1984 in Melbourne) ist ein professioneller australischer Pokerspieler. Er ist zweifacher Braceletgewinner der World Series of Poker und wurde 2019 als Spieler des Jahres dieser Turnierserie ausgezeichnet.

## Persönliches
Campbell stammt aus Melbourne. Er stand zeitweise an der Spitze der Weltrangliste des Videospiels Pokémon Generation 1. Vor seiner Pokerkarriere versuchte sich der Australier als Stand-up-Comedian.

## Pokerkarriere

### Werdegang
Campbell lernte das Spiel 2005 beim Schauen des Main Events der World Series of Poker 2005, das sein Landsmann Joe Hachem für sich entschied. Campbell spielt auf der Onlinepoker-Plattform PokerStars unter dem Nickname SonicJaxx. Er hat sich auf gemischte Pokervarianten spezialisiert.
Seine ersten Live-Preisgelder gewann Campbell ab April 2007 im Crown Casino in Melbourne. Dort gewann er auch Anfang Februar 2013 ein Turnier der Aussie Millions Poker Championship in 8-Game und erhielt 60.000 Australische Dollar. Mitte April 2013 erreichte er an gleicher Stelle bei einem Event der World Series of Poker Asia Pacific die Geldränge. Im Jahr 2015 war Campbell erstmals bei der Hauptturnierserie der World Series of Poker (WSOP) im Rio All-Suite Hotel and Casino am Las Vegas Strip erfolgreich und belegte u. a. bei einem Event der Variante H.O.R.S.E. den mit knapp 150.000 US-Dollar dotierten zweiten Platz. Bei der WSOP 2016 erreichte er zwei Finaltische und sicherte sich Preisgelder von knapp 200.000 US-Dollar. Im Juni 2019 erreichte er gleich vier Finaltische der WSOP 2019. Dabei gewann er Turniere in den Varianten Limit 2-7 Lowball Triple Draw und Seven Card Stud Hi-Lo 8 or Better, was ihm Siegprämien von rund 530.000 US-Dollar sowie zwei Bracelets einbrachte. Am Ende der Turnierserie wurde zunächst Daniel Negreanu als Player of the Year der WSOP 2019 ausgezeichnet. Wenige Tage später räumten die Veranstalter einen Datenfehler ein, ohne den Campbell zum Spieler des Jahres wurde. Im März 2019 wurde er als „Breakout Player of the Year 2019“ mit einem Global Poker Award ausgezeichnet. Seitdem blieben größere Erfolge aus.
Insgesamt hat sich Campbell mit Poker bei Live-Turnieren mehr als 1,5 Millionen US-Dollar erspielt.

### Braceletübersicht
Campbell kam bei der WSOP 42-mal ins Geld und gewann zwei Bracelets:
| Jahr | Buy-in (in $) | Turnier                           | Teilnehmer | Preisgeld (in $) |
| ---- | ------------- | --------------------------------- | ---------- | ---------------- |
| 2019 | 01.500        | Limit 2-7 Lowball Triple Draw     | 467        | 144.027          |
| 2019 | 10.000        | Seven Card Stud Hi-Lo 8 or Better | 151        | 385.763          |